# Ytkemiska Institutet
Ytkemiska Institutet (YKI) var ett svenskt industriforskningsinstitut inom tillämpad ytkemi och kolloidkemi. Ytkemiska Institutet låg i Stockholm i närheten av Kungliga Tekniska Högskolan. 
Ytkemiska Institutets kunder fanns inom branscher som läkemedel, biotech, livsmedel, industrikemikalier, konsumentprodukter, massa och papper, färg, tryck och förpackningar. Mer än hälften av Ytkemiska Institutet:s kunder hade sin bas utanför Sverige och var världsledande företag i nämnda branscher. Ytkemiska Institutet hade omkring 65 anställda och 10 doktorander.

## Historik
YKI har en bakgrund i Ytkemiska laboratoriet, som grundades av Ingenjörsvetenskapsakademien 1963 med professor emeritus Per Ekwall som förste chef, till 1967. Han efterträddes av Stig E. Friberg. 1968/69 bildades Stiftelsen Ytkemisk Forskning som blev huvudman när Ytkemiska laboratoriet ombildades till YKI. 2006 blev YKI ett dotterbolag i SP-koncernen. 2013 integrerades YKI till en teknisk enhet inom SP Sveriges Tekniska Forskningsinstitut (SP). SP är en del av Rise Research Institutes of Sweden AB, statens bolag för industriforskningsinstitut.